# Knut Fægri

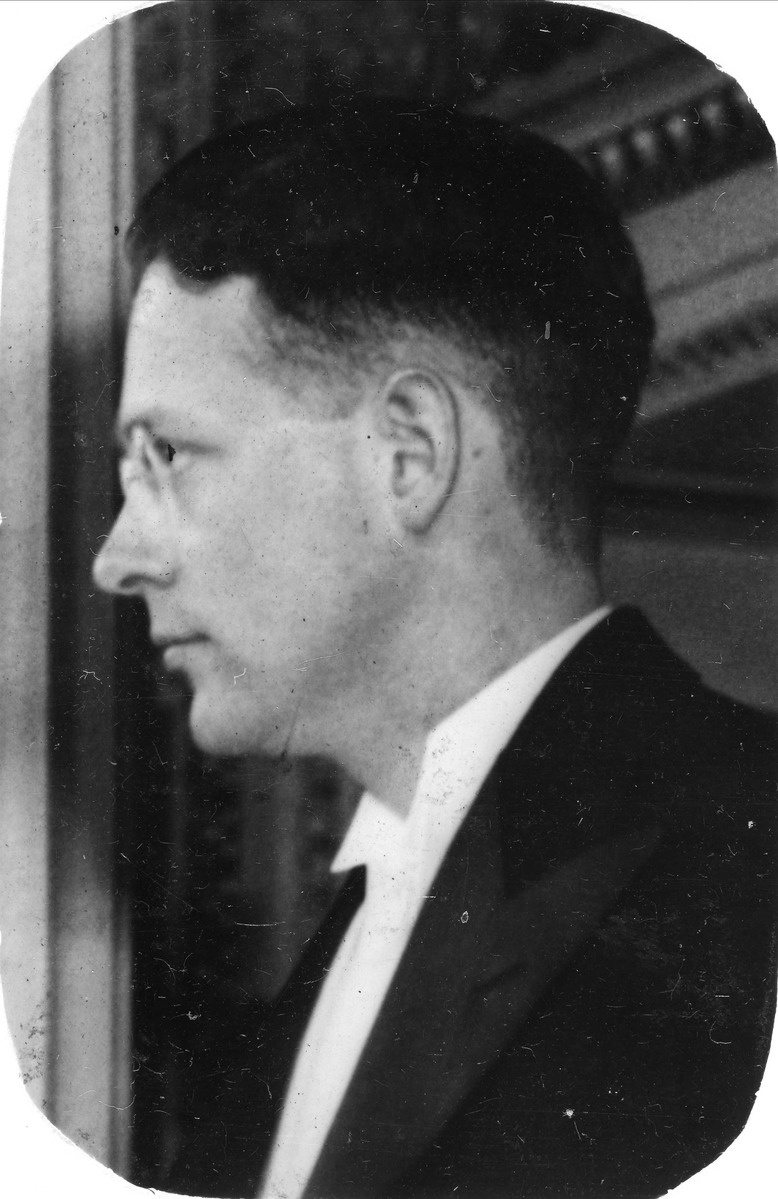
Knut Fægri (um 1935)

Knut Fægri (* 17. Juli 1909 in Bergen; † 10. Dezember 2001) war ein norwegischer Botaniker.  Sein offizielles botanisches Autorenkürzel lautet „Faegri“.

## Leben
Er wurde 1934 für Studien zur Vegetation der Moränen am Nigardsbreen im Jostedalen promoviert. Mit dieser Arbeit legte er den Grundstein für die Lichenometrie.
Gemeinsam mit Johannes Iversen führte er Lennart von Posts Ideen weiter und bezog Pollenfunde auf Pflanzengeographie, Klimaveränderungen und menschliche Einflüsse. Mit Leendert van der Pijl arbeitete er auch über die Ökologie von Pollen.
Von Fægri stammen ungefähr 550 Publikationen. Viele davon erschienen in der populärwissenschaftlichen Zeitschrift Naturen, deren Herausgeber er von 1947 bis 1978 war.

## Werke
- K. Fægri & J. Iversen: Textbook of pollen analysis. 1950.
- K. Fægri & L. van der Pijl: The principles of Pollination Ecology. Pergamon Press, Oxford 1966.